# Azim Surani
Azim Surani (né en 1945 à Kisumu au Kenya) est un biologiste du développement kényan-britannique qui est professeur Marshall-Walton au Wellcome Trust / Cancer Research UK Gurdon Institute à l'université de Cambridge depuis 1992, et directeur de Germline and Epigenomics Recherche depuis 2013.

## Éducation
Surani fait ses études à l'université de Plymouth (BSc), à l'université de Strathclyde (MSc) et à l'université de Cambridge (PhD) où ses recherches sont supervisées par Robert Edwards, qui remporte ensuite le prix Nobel de médecine,.

## Carrière et recherche
Surani a co-découvert l'empreinte génomique des mammifères avec Davor Solter (en) en 1984, et examine ensuite son mécanisme et les fonctions des gènes imprimés. Il établit ensuite la base génétique de la spécification des cellules germinales, en utilisant une analyse unicellulaire chez la souris. Ce réseau génétique initie également la réinitialisation unique de l'épigénome de la lignée germinale, notamment l'effacement complet de la méthylation de l'ADN en vue de rétablir la pleine puissance génomique. Les modifications épigénétiques et les rétablissements d'empreintes génèrent alors des différences fonctionnelles entre les génomes parentaux tandis que des empreintes aberrantes contribuent à la maladie humaine.
Les recherches de Surani identifient les principaux régulateurs du développement de la lignée germinale humaine et de la reprogrammation de l'épigénome, révélant des différences entre les humains et les souris attribuables à leurs états pluripotents divergents et au développement post-implantatoire précoce. Il étudie également les éléments transposables, les mécanismes de défense de l'hôte, les ARN non codants et le potentiel d'hérédité épigénétique transgénérationnelle chez les mammifères.

## Prix et distinctions
Surani reçoit plusieurs prix pour son travail, dont la médaille royale (2010), la médaille Gabor (2001) et les conférences Mendel (2010). Il reçoit le prix Gairdner avec Davor Solter « pour la découverte de l'empreinte génomique des mammifères qui provoque l'expression des gènes spécifiques au parent d'origine et ses conséquences pour le développement et la maladie ». Il remporte le prix Rosenstiel en 2006, avec Solter et Mary Lyon, pour « des travaux pionniers sur la régulation épigénétique des gènes dans les embryons de mammifères ».